# トータル・ナショナル・ディフェンス
トータル・ナショナル・ディフェンス（英語:Total National Defense、セルビア・クロアチア語:Opštenarodna odbrana オプシュテナロードナ・オドブラナ、クロアチア・セルビア語:Općenarodna obrana、スロベニア語: Splošna ljudska obramba、マケドニア語Општонародна одбрана、マケドニア語ラテン文字転写:Opštonarodna odbrana、略称:ONO、キリル文字ではОНО）は、20世紀後半に、社会主義時代のユーゴスラビアで採用された防衛ドクトリン。 
日本語では「全民衆防衛」と訳される。トータル・ナショナル・ディフェンスは世界的に見てユニークな防衛態勢であり、ユーゴスラビアにおいて採用されていたが、考案の段階でスウェーデンの山岳防衛戦略を参考にしている。ただし1991年から始まったユーゴスラビア紛争においては、市民が武器を容易に入手可能となっていた防衛体制が仇となり、紛争を激化させてしまった。

## 概要
ユーゴスラビアは1948年にソ連との関係を断絶（正確にはソ連の支配下にあるコミンフォルムから除名）されたが、断絶以前よりソ連のヨシフ・スターリンから幾度となく脅迫を受けていたため、ユーゴスラビアの防衛を担うシステムを早急に構築する必要があった。当時のユーゴスラビアの指導者チトーは枢軸国支配下の国土をパルチザン活動によって解放した張本人であり、草の根的抵抗戦略のプロであった。彼は第二次世界大戦中の対独戦において国内を強行軍で移動した経験から、ユーゴスラビアは山岳国であり防衛に適していることを熟知していた。実際に対独戦においてパルチザン部隊は、地の利を生かして武装抵抗を行っていた。一方で1948年の除名以降、いつどこからソ連軍およびワルシャワ条約機構軍が攻めて来てもおかしくはないほどソ連の脅威は増大していた。そこで考案され採用されたのが、トータル・ナショナル・ディフェンス（全民衆防衛）である。
このシステムは文字通り、国民が一体となり国を防衛するシステムであった。スイスと似た民兵制度が根幹にあり、高校生以上の国民は全員、侵略してくる敵に対し、武器を取って抵抗することになっていた。それは国民の権利であり、義務でもあった。そのため、システムに従って訓練を受けた国民の約6割が即座に武器を取って抵抗することができた。実際にユーゴでは、高校生になると実弾射撃訓練を受けて、敵の武器を奪い戦うことも教え込まれた。
ユーゴの軍事組織としては、正規軍のユーゴスラビア人民軍の他に、各共和国が独自に保有する領土防衛軍、ミリシアと呼ばれる治安警察軍、それに民兵組織があり、いずれもユーゴスラビア社会主義連邦共和国憲法において正規の軍隊として認められていたために、状況次第でユーゴ軍は巨大な組織になりえた。各企業・各地域の自主管理組織はそれぞれ独自の防衛委員会を組織していて、緊急時には直ちにパルチザン部隊、サボタージュ部隊、通信連絡部隊、兵站補給部隊を組織し、実戦行動に移るようになっていた。
実際に敵が侵略してきた場合、仮に上層部からの指令がなくとも、各抵抗組織は自主的に方針を決定し、行動することとなっていた。小火器程度の武器・弾薬ならば、自主管理組織が平時にも管理しているので、直ちに使用することも可能であった。また、爆薬も自主管理組織によって管理されているので、サボタージュ部隊が出動し、主要な橋梁・道路・施設等を爆破することとなっていた。
武器・弾薬・食糧・燃料等の軍需物資は、こうしたゲリラ戦型戦争に適応出来るよう、平時から厳重に保管されていた。また、ユーゴの軍事戦略は山岳ゲリラ戦が基本なので、山中にこれらの軍需物資が保管されていることが多かった。時には軍需物資のみならず、迎撃用戦闘機などが山中に隠されていたり、山岳の道路を滑走路として迎撃を行うこととなっていた。
ユーゴスラビアの防衛に関する基本理念及び戦略は、チトーが健在だった頃の1974年に改正されたユーゴスラビア社会主義連邦共和国憲法（通称「1974年憲法」）に明確に盛り込まれている。一括りで言うならユーゴスラビアは、「トータル・ナショナル・レジスタンス(全民衆軍事抵抗)」を思想的バックボーンとし、「トータル・ナショナル・ディフェンス」の形をとり、総力戦で武装抵抗することとし、国民は全てその権利及び義務を保有する。そのために、たとえ国家元首である大統領といえどもこれらの国民の権利を侵してはならないと規定され、軍事占領や降伏を受け入れる権利は誰にも与えられず、これらを受け入れる者は反逆罪に問われることとなっていた。
ユーゴにおいて防衛は国民各人の基本的人権として保障されていた。この基本的人権である防衛権は、一人一人の人間に与えられ、国家によっても社会によっても決して奪われることがないと規定されていた。それと同時に、一人でも武器を持って戦う権利があり、実際に戦う際にもそれが基本となっていた。
また、トータル・ナショナル・ディフェンスの特徴としては、武装抵抗を行う者は職業軍人はもちろん、市民兵も武器を持たない者も、みなユーゴスラビア社会主義連邦共和国軍兵士の一員として認められていたことである。これは万が一、レジスタンス兵士が捕虜となった際に、ジュネーブ条約の適用を受けられるというメリットがあり、士気を高めたり、情報収集の効率化、兵站確保などの目的もある。第二次世界大戦中、イタリア・パルチザンは正規軍兵士でなかったためにジュネーブ条約の適用を受けられず、捕虜として扱われなかった上に虐殺された経緯を考えれば、正規軍兵士として認めることは非常に多くのメリットをもたらす。
しかしながら、1990年代に入ってユーゴスラビア内部での民族対立が激化し、ユーゴスラビア紛争が始まると、平時から小火器類が自主管理組織によって管理され、また市民各自が武器の扱いを知っていたために、民族間同士の対立にこれらの火器類が利用され、市民同士で殺戮しあうという悲劇を生んでしまった。